# Cephalopholis argus
Cephalopholis argus es una especie de pez del género Cephalopholis, familia Serranidae. Fue descrita científicamente por Schneider en 1801.
Se distribuye por el Indo-Pacífico: mar Rojo hasta Durban, Sudáfrica y hacia el este hasta la Polinesia Francesa, al norte hasta las islas Ryūkyū y Ogasawara, al sur hasta el norte de Australia y la isla Lord Howe. La longitud total (TL) es de 60 centímetros. Habita en arrecifes y se alimenta de peces y en menor medida de crustáceos. Puede alcanzar los 40 metros de profundidad.
Especie peligrosa por el envenenamiento de ciguatera.

## Galería de imágenes

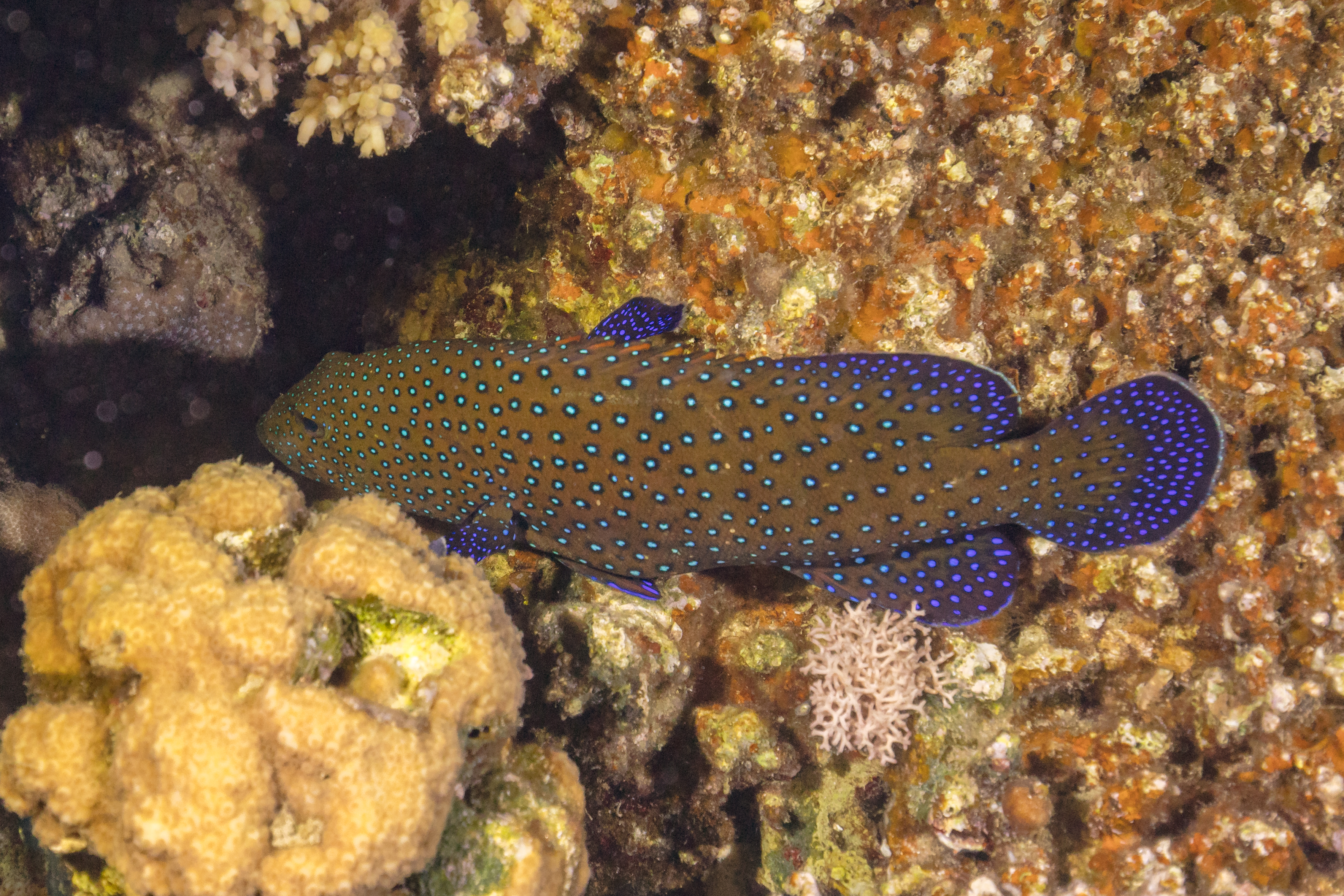
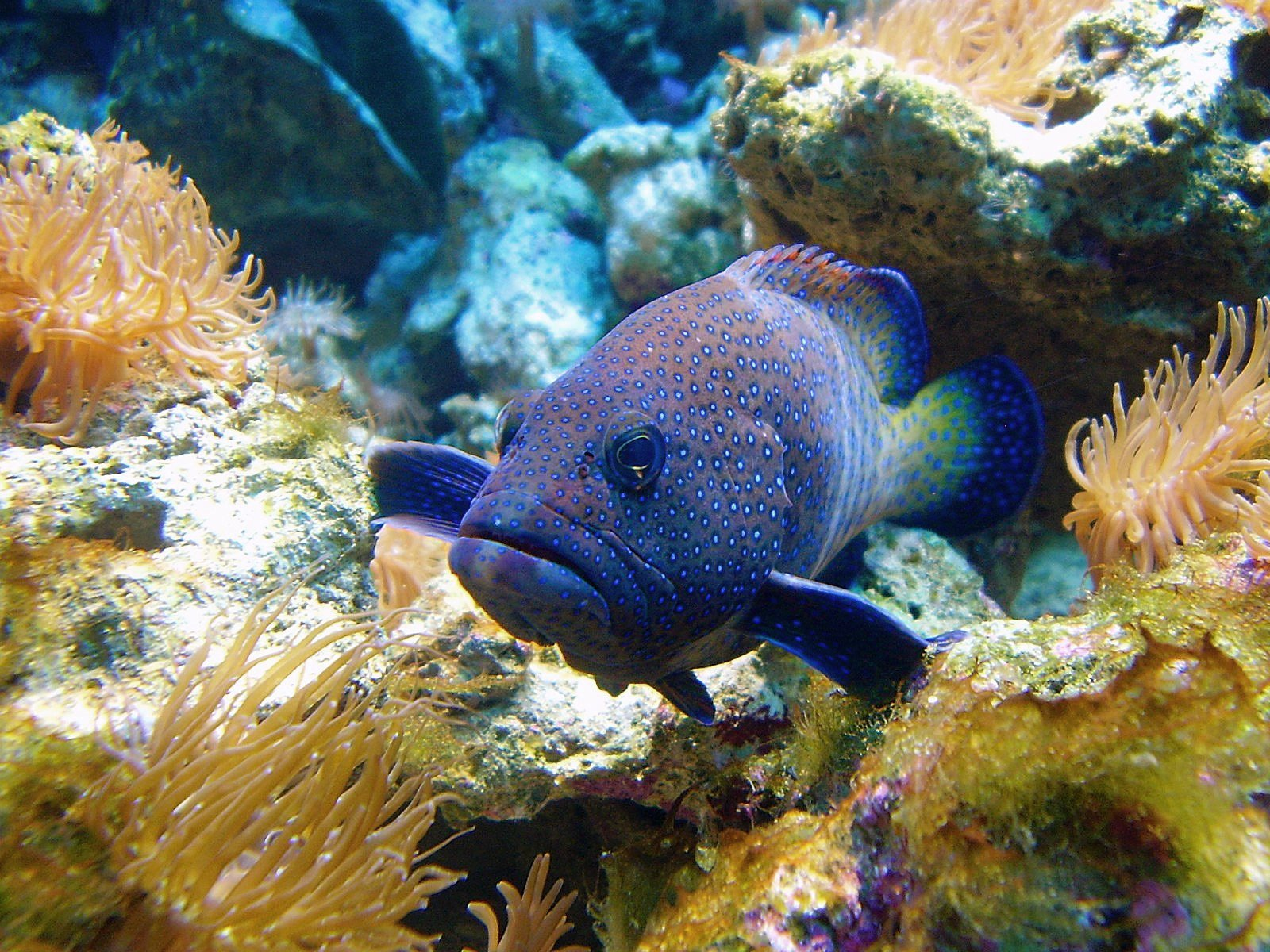
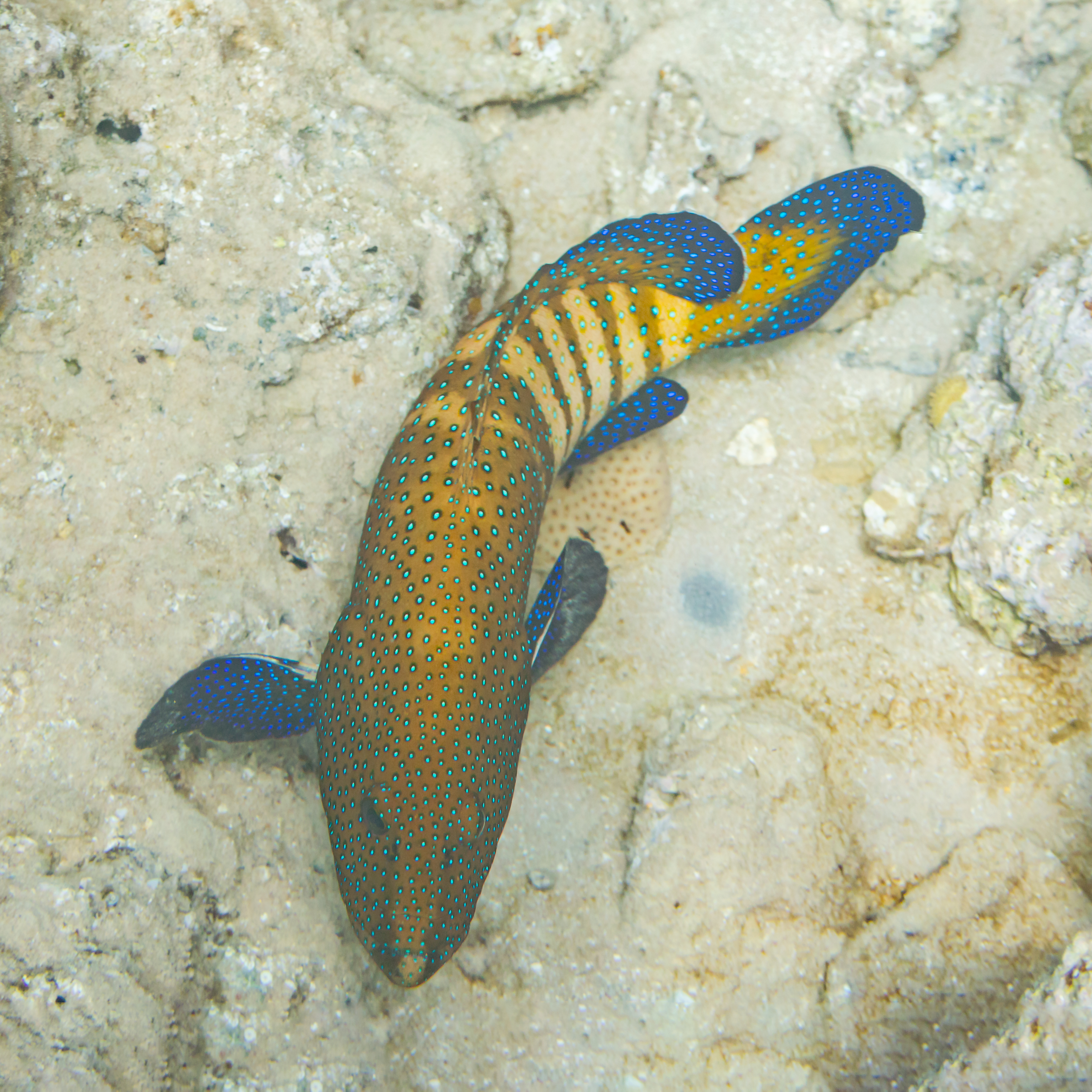
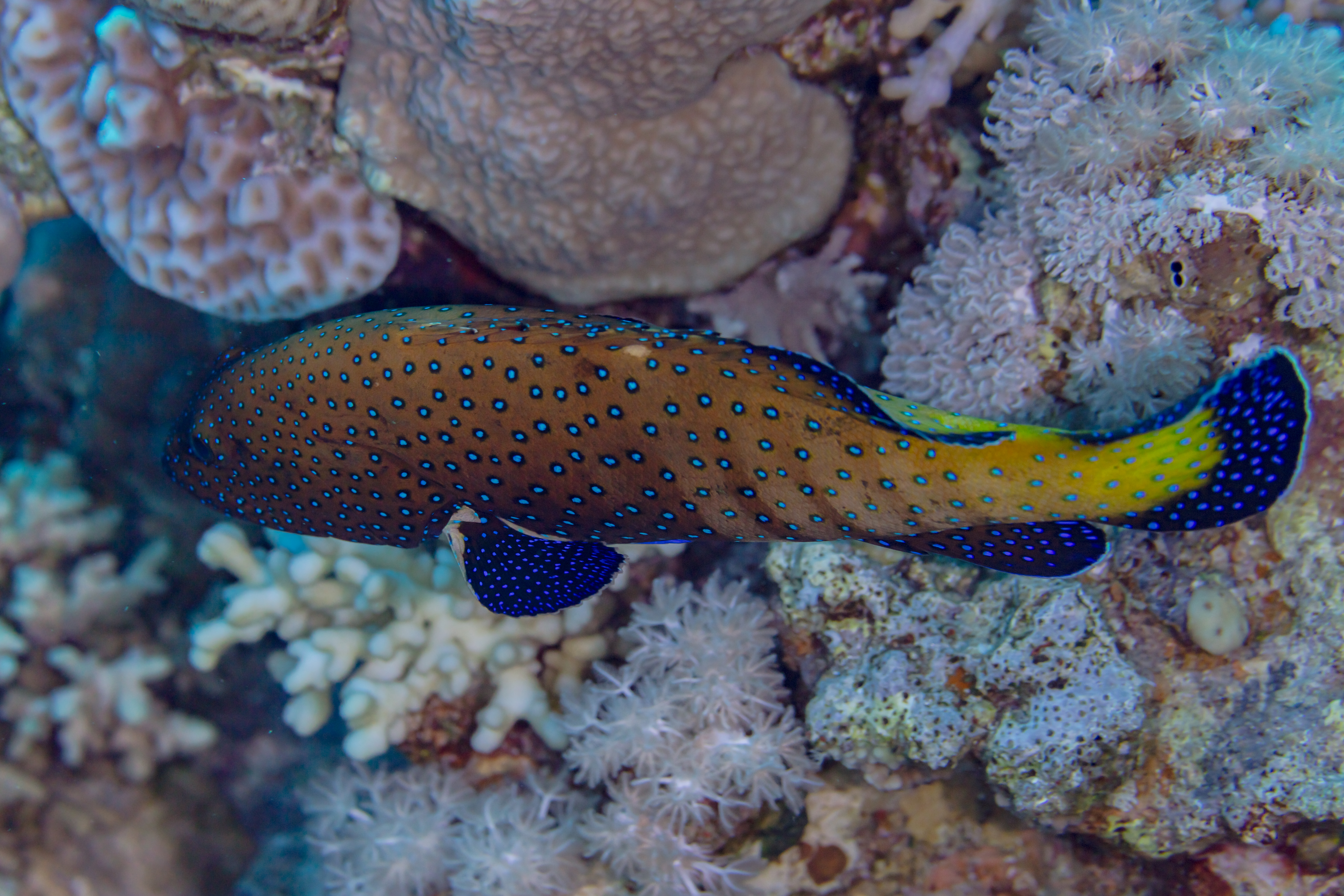